# Fulton County, Arkansas
Fulton County är ett administrativt område i delstaten Arkansas, USA. År 2010 hade countyt 12 245 invånare. Den administrativa huvudorten (county seat) är Salem. Countyt har fått sitt namn efter politikern William S. Fulton.

## Geografi
Enligt United States Census Bureau har countyt en total area på 1 606 km². 1 601 km² av den arean är land och 5 km² är vatten.

### Angränsande countyn
- Ozark County, Missouri - nordväst
- Howell County, Missouri - nord
- Oregon County, Missouri - nordöst
- Sharp County - öst
- Izard County - syd
- Baxter County - väst